# Arliss Howard
Arliss Howard, ursprungligen Leslie Richard Howard, född 18 oktober 1954 i Independence i Missouri, är en amerikansk skådespelare, manusförfattare och regissör. 
Howard är främst känd för sina roller i Full Metal Jacket och Ruby. Han har även regisserat filmen Big Bad Love (med sin fru Debra Winger som skådespelare).

## Filmografi (urval)
- 1979 – Hulken (TV-serie) (1 avsnitt)
- 1984 – Spanarna på Hill Street (TV-serie) (1 avsnitt)
- 1987 – Full Metal Jacket
- 1988 – Tequila Sunrise
- 1989 – I Know My First Name Is Steven (okrediterad)
- 1992 – Ruby
- 1993 – Scottys sommar
- 1994 – Natural Born Killers (okrediterad)
- 1997 – Amistad
- 1997 – The Lost World: Jurassic Park
- 2004 – Birth
- 2005–2007 – Medium (TV-serie) (4 avsnitt)
- 2007 – Awake
- 2009 – Tidsresenärens hustru
- 2010 – Rubicon (TV-serie) (13 avsnitt)
- 2011 – Moneyball
- 2020 – Mank
- 2023 – The Killer